# Best (Países Baixos)
Best é um município dos Países Baixos, situado na província de Brabante do Norte. Tem 35,10 km² de área e sua população em 2019 foi estimada em 29.821 habitantes.